# 132 (tal)
132 är det naturliga talet som följer 131 och som följs av 133.

## Inom vetenskapen
- 132 Aethra, en asteroid

## Inom matematiken
- 132 är ett jämnt tal
- 132 är ett ymnigt tal
- 132 är ett Harshadtal
- 132 är det 6:e Catalantalet
- 132 är ett rektangeltal
- 132 är ett Praktiskt tal.